# Jayawijaya (góry)
Jayawijaya (indonez. Pegunungan Jayawijaya, dawniej Góry Orange) – wschodnie pasmo Gór Śnieżnych w zachodniej części Nowej Gwinei, w Indonezji. Rozciąga się między pasmem Sudirman (zachodnia część Gór Śnieżnych) a pasmem Star Mountains w Górach Centralnych. Jego długość wynosi 370 km. Najwyższymi szczytami są Puncak Mandala (4760 m n.p.m.) i Puncak Trikora (4750 m n.p.m.).